# Benši (TV serija)
Benši je američka akciona televizijska serija autora Džonatana Tropera i Dejvida Šiklera prvi put emitovana na Sinemaks kanalu 11. januara 2013. godine. Radnja serije smeštena je u malom gradu Benši u Pensilvaniji državi Amiša. Glavni lik serije je misteriozni bivši zatvorenik (Entoni Star) koji preuzima identitet Lukasa Huda, ubijenog gradskog šerifa, da bi se sakrio od moćnog kriminalca Rebita (Ben Kros). Namećući svoju pravdu, Hud pokušava da se pomiri sa svojom bivšom devojkom, Rebitovom ćerkom, Anastasijom (Ivana Milićević), koja je i sama preuzela novi identitet, udala se i odgojila porodicu tokom Hudovog zatvoreništva. Hud se muči da održi svoj novi identitet i bavi se kriminalom sa svojim partnerima Džobom (Hun Li) i Šugarom (Frenki Feison) ulazeći u konflikt sa lokalnim gangsterom Kej Proktorom (Ulrik Tomsen).
Serija je razvijena kao deo Sinemaksovog plana da snima sopstveni filmski program. Desetoepizodna druga sezona debitovala je u januaru 2014. godine. Serija Benši je obnovljena za treću sezonu istog meseca, koja je debitovala u januaru 2015. godine. U februaru 2015. godine, serija je obnovljena za 8 epizoda četvrte, poslednje sezone. Poslednja epizoda je prikazana 20. maja 2016. godine.

## Radnja serije
Čovek je pušten iz zatvora nakon odslužene petnaestogodišnje kazne zbog planiranja krađe dijamanata u vrednosti od petnaest miliona dolara za svog poslodavca, ukrajinskog gangstera Rebita. Njegova bivša devojka i saradnica, Rebitova ćerka Anastasija je pobegla sa dijamantima. Rebit je u potrazi za njim jer smatra da je on čovek koji će da ga uputi do svoje ćerke i dijamanata. Čovek beži do malog izmišljenog grada u Pensilvaniji, Benši, gde Anastasija živi pod lažnim imenom Keri Houpvel, žena okružnog tužioca i majka dvoje dece. Lukas Hud, novi šerif, nakon dolaska u grad biva ubijen kada se umešao u svađu između lokalnih kriminalaca i vlasnika kafića. Čovek preuzima Hudov identitet i počinje da se predstavlja kao šerif, sukobljava sa bivšim Amišem i gangsterom Kejem Proktorom, razrešava stvari sa "Keri" da bi dobio svoj deo dijamanata, sve to dok izbegava Rebita.
Prva sezona se bavi Hudovim pokušajima da popravi odnos sa Keri sa konstantnom pretnjom da će ih Rebit pronaći. Hud u potpunosti zanemaruje zakon i ulazi u sukob sa Proktorom sve dok se bavi ličnim kriminalnim aktivnostima, otuđujući se od svojih zamenika. Rebit ga nalazi i Hud pristaje da se preda ako poštedi Keri. Keri dovodi svoje kriminalne saradnike i šerifove zamenike da napadnu mesto gde su zarobili Huda i pokušava da ga spasi i ubije Rebita.
Druga sezona se bavi poglavicom plemena Aleksom Longšedouvom i njegovom pokušaju da sagradi kazino gde smešta šerifa Huda u sredinu nasilnog okršaja izmedju Longšedoua i Proktora. Keri pokušava da popravi svoj brak. Hud započinje ljubavnu vezu sa svojom zamenicom Šibon. On mora da se pobrine za pravog Hudovog sina kada on dođe u Benši da traži svog oca. Hud i Keri su primorani da nađu i suprotstave se Rebitu jednom za sva vremena nakon što su saznali da je preživeo poslednji obračun.

## Uloge

### Glumi
| Glumac             | Uloga                             | Učestvuje u sezoni | Pojavljuje se u sezoni | Gostujuća uloga | Opis |
| ------------------ | --------------------------------- | ------------------ | ---------------------- | --------------- | --- |
| Entoni Star        | Lukas Hud                         | Sve                | Nema                   | Nema            | Bivši zatvorenik i lopov pušten iz zatvora nakon petnaest godina koji preuzima identitet mrtvog šerifa. Njegovo pravo ime nikada nije otkriveno. |
| Ivana Milićević    | Anastasija Rebitov / Keri Houpvel | Sve                | Nema                   | Nema            | Hudova bivša saradnica i devojka. Živi u Benšiju pod lažnim imenom i predstavlja se kao agent za nekretnine sa svojim mužem Gordonom i decom Dejvom i Maksom, koji nisu svesni njene prošlosti. Ona se takođe krije od Rebita, njenog oca.                                               |
| Ulrič Tomsen       | Kej Proktor                       | Sve                | Nema                   | Nema            | Gangster i biznismen u Benšiju. Proktor je prvobitno bio član Amiškog društva, ali je zamenio veru za kriminal. U četvrtoj sezoni postaje gradonačelnik Benšija. |
| Frenki Feison      | Šugar Bejc                        | Sve                | Nema                   | Nema            | Penzionisani bokser i bivši zatvorenik sada vlasnik kafića. Sprijateljuje se sa Hudom i postaje njegov saradnik u kriminalu. |
| Hun Li             | Džob                              | Sve                | Nema                   | Nema            | Kompjuterski haker i Hudov saradnik. On se takođe krije od Rebita, i primoran je da dođe u Benši nakon što je njegov identitet otkriven. |
| Ras Blekvel        | Gordon Houpvel                    | 1–3                | Nema                   | 4               | Okružni tužilac Benšija i Kerijev muž. On heroj Zalivskog rata i penzionisani marinac. Nakon što Den Kendal umre na kraju prve sezone, Gordon postaje novi gradonačelnik Benšija. |
| Met Servito        | Brok Lotus                        | Sve                | Nema                   | Nema            | Šerifov zamenik, i najstariji član policije. Brok je trebalo da postane novi šerif pre nego što pravi Hud dođe. Od četvrte sezone, postaje šerif Benšija. |
| Demetrius Gros     | Emet Joners                       | 1–2                | Nema                   | 4               | Afričko-američki Benši zamenik policije. |
| Trist Keli Dan     | Šibon Keli                        | 1–3                | 4                      | Nema            | Ženski Benši zamenik policije. |
| Rajan Šejn         | Dejva Houpvel                     | Sve                | Nema                   | Nema            | Buntovna tinejdžerka. Dejva je Kerijeva i Lukasova ćerka, ali je odgojena kao Gordonova ćerka. |
| Denijel Ros Ouvens | Den Kendal                        | 1                  | Nema                   | Nema            | Gradonačelnik Benšija, mladi idealista i političar koji se suprotstavlja Proktorovim kriminalnim radnjama. |
| Lili Simons        | Rebeka Boumen                     | Sve                | Nema                   | Nema            | Mlada Amiška devojka koja je živela predana veri ceo život, ali je bila buntovna noću, sve dok joj roditelji nisu saznali za to i izbacili iz kuće. Ona je Proktorova nećaka, i jedini kontakt Amiškog društva koji ima. Njen ujak preuzima starateljstvo nad njom i postaje joj mentor. |
| Ben Kros           | Igor 'Gospodin Rebit' Rebitov     | 1–2                | Nema                   | Nema            | Nemilosrdni ukrainski gangster koji želi da se osveti Hudu zato što je krao od njega, i zato što je okrenuo njegovu ćerku protiv njega. |
| Entoni Ruivivar    | Aleks Longšedouv                  | 2                  | 1                      | 3               | Indijanski poglavica plemena i Proktorov rival. |
| Džino Sigers       | Čejton Litlstoun                  | 3                  | Nema                   | 2 & 4           | Nametljiv lider lokalnog Kinaho bande Redbouns. |
| Efton Wiliamson    | Elison Meding                     | 3                  | 2                      | Nema            | Asistent okružnog tužioca Elison Meding. |
| Lengli Kirkvud     | Pukovnik Daglas Stouv             | 3                  | Nema                   | Nema            | Američki marinac koji vodi ilegalni posao u vojnoj bazi Dženoa. |
| Metju Rauk         | Klej Barton                       | 4                  | 1-3                    | Nema            | Proktorova nemilosrdna desna ruka. |
| Tom Pelpfri        | Kurt Banker                       | 4                  | 3                      | Nema            | Bivši član Arijskog bratstva koji postaje zamenik policije. |
| Kris Koj           | Kalvin Banker                     | 4                  | 3                      | Nema            | Vođa Arijskog bratsva u Benšiju i mlađi brat Kurt Bankera. |

### Gostujuće uloge
- Odet Enabel kao Nola Longšedou: Aleksova sestra. (sezona 1–3)
- Kristos Vazilopoulos kao Olek: Rebitova desna ruka. (sezone 1–2)
- Džozep Gat kao Albino: Zatvorenik. (sezone 1–2, gostujuća sezona 4)
- Derek Sesil kao Din Ksejvier: FBI agent. (sezone 1–2)
- Gejbrijel Satl kao Maks: Kerijev sin. (sezone 1–3)
- Deža Di kao Alma: Službenik šerifovog odeljenja. (sezone 1–3)
- Čelza Kardvel kao Bjuti: Dejvina najbolja drugarica. (sezone 1–3)
- Robert Travelier kao Džekson Sperling: Kej Proktorov advokat. (sezone 1–3)
- Herison Tomas kao Džejson Hud: pravi Lukas Hudov sin. (sezone 1-2)
- Željko Ivanek kao Džim Rejsin: FBI agent. (sezona 2)
- Maja Gilbert kao Julija: Striptizeta. (sezona 2)
- Edi Kuper kao Debeli Ou: Gangster iz njujorka i stari saradnik Huda, Keri i Džoba. (sezone 2–4)
- Dženifer Grifin kao Lea Proktor: Kejeva majka. (sezona 2–3)
- Tajson Salivan kao Hondo snagator za Arijsko bratstvo u Benšiju, koji radi za Keja. (sezona 2-3)
- Džulijan Sends kao Juliš Rebitov: Gospodind Rebitov brat i sveštenik. (sezona 2)
- Časke Spenser kao Bili Rejven: Bivši činovnik Kinaho policije pre nego što je postao zamenik Benši policije, kojeg je njegov narod odbacio. (sezone 3-4)
- Megan Ret kao Ejmi King: Jedini činovnik korumpiranog Kinaho policijskog odeljenja. (sezona 3)
- Tanja Klark kao Emili Lotus: Brokova bivša žena. (sezona 3)
- Hepi Enderson kao Bouns Tjuzdej: Kejdžunski vlasnik borilačkog kluba čiji je glavni borac Čejton Litlstoun. (sezona 3)
- Denis Flenagan kao Leo Ficpatrik: Kompjuterski haker. (sezone 3–4)
- Dejvid Harbour kao Robert Dalton: Agent crnih operacija. (sezone 3–4)
- Kejsi LaBou kao Megi Banker: Žena Kalvin Bankera, koja želi bolji život za sebe i svog sina. (sezona 4)
- Elajza Dušku kao Specijalni agent Veronika Douson: Jako bezobziran FBI agent. Poslata je u Benši da uhapsi serijskog ubicu. (sezona 4)

## Produkcija
Benši je deo Sinemaksovog pokušaja da proširi emitovanje originalnog sadržaja, i pridružuje se Uzvratnom udarcu. Benši je imao premijeru 11. januara 2013. godine. Serija je prvi put otkrivena u Avgustu 2011. godine, kada je najavljeno da će Alan Ball (tekstopisac) da bude producent serije. Bol je pomogao u razvoju serije zajedno sa autorima Džonatanom Troperom i Dejvid Šiklerom. Benši je prvobitno trebalo da se prikazuje na HBO televiziji koja je vlasnik Sinemaksa, ali je na kraju odlučeno da je prikazuje Sinemaks da bi se povećao broj originalnog sadržaja. Od avgusta, Sinemaks završava izbor uloga i finansijske detalje sa namerama da počne snimanje na proleće 2012. godine u Severnoj Karolini. U januaru 2012. godine, Sinemaks naručuje 10 epizoda za serijinu prvu sezonu, gde će prvu epizodu da režira Greg Jeinc. U martu 2012. godine, Servito, Dan i Ovens su dobili uloge kao, respektivno, Brok Lotus, Šibon Keli, i gradonačelnik Den Kendal. Kasnije tog meseca, Star dobija ulogu glavnog lika Lukasa Huda, zajedno sa Grosom kao zamenikom Emetom Jonersom, Tomsen kao Kej Proktor, Li kao Džob, i Milićević kao Keri Houpvel. Simons je dobila ulogu u aprilu kao Proktorova nećaka, Rebeka Boumen, amiška devojka koja živi buntovni dvostruki život, i u avgustu 2012. godine, Odet Enabel dobija povratnu ulogu kao Nola Longšedou, plaćeni ubica. Troper, Šikler, Bol, Jeinc i Piter Mekdisi su izvršni producenti.
Tokom prvog dana snimanja serije, Star se povredio tokom loše izvedene koreografije , povredio je usta. On nastavlja da snima narednih šest sati da bi završio scenu pre odlaska u bolnicu. Povreda je zahtevala digitalno brisanje svih scena smeštenih pre borbe koji su ponovo snimljeni nakon borbe, što je rezultovalo dugačkom post produkcijom prve epizode. Neke od mnogobrojnih akcionih scena u seriji zahtevali su i po 25 časova snimanja. Jeinc je naveo da su Džejson Stejtam-ovi akcioni filmovi, i Džon Karpenter-ovi filmovi Velika gužva u Kineskoj četvrti (1986) i Oni žive (1988) služili kao glavna inspiracija za borbe i nasilje u Benšiju. Markus Jang je radio kao koreograf borbi u seriji.
29. januara 2013. godine Sinemals obnavlja Benši za 10 epizoda druge sezone koja je premijerno prikazana 10. januara 2014. godine. Otvarajuća akciona scena druge sezone u kojoj učestvuju Milićević, Star, i Li, kako izvode pljačku na otvorenom putu, snimljena je na 8 kilometara zatvorenog autoputa. Troper je prvobitno napisao scenu kao dodatak seriji u vidu grafičkog romana Benši počeci koji prati trio 16 godina ranije, ali je na kraju odlučio, kako bi bilo zanimljivije, da se snimi kao akciona sekvenca serije. Kraj druge sezone je snimljen unutar crkve u Harlemu, Njujork. Scena je snimana tri dana.
Nakon prikazane dve epizode druge sezone, Benši je obnovljen za treću sezonu, koja je premijerno prikazana 9. januara 2015. godine.
Tokom prve tri sezone, snimanje se odvijalo na prostoru Mursvila. Zato što je Severno Karolinsko zakonodavstvo odlučilo da prestane da plaća porez za snimanje filmova i tv serija, šou se pomerio na prostor Pitsburga. Pensilvanija je nastavila da nudi poreske olakšice.

## Prijem
Nakon prve sezone Benši je dobio 61% uspeha na Roten Tomejtos, prosečnu ocenu 5.9/10, sabranu od 23 recenzije, kasnije sezone su dobile mnogo bolje ocene, u opsegu od 90–100%. Drži 61/100 ocenu na Metakritiku, ukazujući na "uglavnom pozitivne ocene." Kritičar Vol Strit Žurnala Doroti Rebinovic je napisala, "Njegova visprenost sija uprkos bombastoj frazi (nema ništa gore od parade seks scena, čija je galama nadjačana svojom neuverljivošću); njena priča, prepuna zanimljivo odvratnih likova, kao Kej Proktor (Ulrič Tomsen), lokalni zli tajkun, koji postaje namamljiv". The San Francisko Hronikl je rekao za Benši, "Ima dobar pedigre. I takođe je deo Sinemaksovog truda da proširi prikaz originalnog sadržaja. Taj trud se isplatio sa Benšijem".
Benši je imao ,takođe, i lošije recenzije. Kritičari Boston Herald-a su opisali seriju kao: "Spora drama ispresecana scenama šokantnog nasilja i seksa".

### Ocene
Prva sezona Benšija je privukla Sinemaksu najviše gledalaca ikada za originalnu seriju, prosečnih 433000 po epizodi i 727000 u 7 dana nakon svake prikazane epizode. Kraj sezone je privukao 455000 gledalaca tokom prvog prikaza i 655000 tokom ponovljenog, najveca publika u to vreme za Sinemaksovu originalnu seriju, i treće najviše ocenjenu u tom trenutku.
Druga sezona je nadmašila uspehe prve sezone. Peta epizoda sezone, "Istina o jednorozima", postavila je rekord sa 591000 gledalaca tokom premijernog emitovanja. Kraj sezone je takođe postavio rekord, sa 733000 gledalaca, i ukupnih 968000 gledalaca za veče uključujući i ponovljeni prikaz.

### Priznanja
Armen V. Kevorkien je osvojila nagradu za Outstanding Special Visual Effects na 65-om Primetime Creative Arts Emmy Awards.

## Drugi mediji
Album sa muzikom, Benši – Muzika iz Sinemaksove originalne serije, je objavljena na CD-u i u digitalnom formatu 11. februara 2014. godine. Album uključuje 17 pesama iz serijine prve dve sezone, uključujući glavnu temu serije od Metodik Daubta, i pesme umetnika uključujući Niko Vegu, Ajvi Levan, Groul, Anders Ozborn, Fred Iglsmit, i Martin Harli.

## Spoljašnje veze
- Званични веб-сајт
- Banshee на веб-сајту  (језик: енглески)
- Banshee на веб-сајту TV.com (језик: енглески)